# Benjamin Franklin Butler (Politiker, 1795)

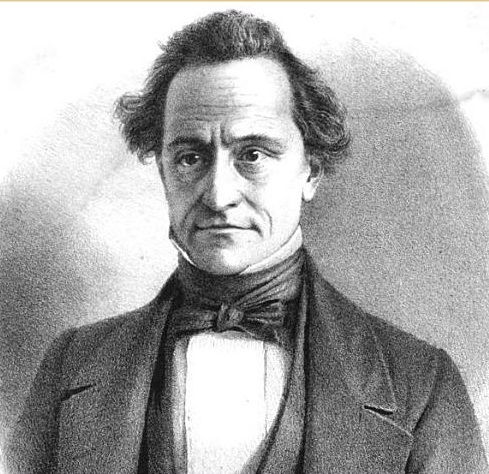
Benjamin Franklin Butler

Benjamin Franklin Butler (* 17. Dezember 1795 im Columbia County, New York; † 8. November 1858 in Paris) war ein US-amerikanischer Jurist und Politiker, der dem Kabinett der Vereinigten Staaten unter den Präsidenten Andrew Jackson und Martin Van Buren als Justizminister angehörte.

## Studium und berufliche Laufbahn
Nach der Schulausbildung absolvierte der Nachfahre von Oliver Cromwell bei Martin Van Buren ein Studium der Rechtswissenschaften. Nach der Zulassung zum Rechtsanwalt trat er 1817 in dessen Kanzlei als Partner ein. Von 1821 bis 1824 war er als Bezirksstaatsanwalt im Albany County tätig, ehe er 1825 einer von drei Staatskommissaren zur Überarbeitung der Statuten des Bundesstaates New York war.
1831 war er maßgeblich an der Gründung der New York University beteiligt und dort von Anfang an in verschiedenen Ämtern tätig. 1837 erfolgte seine Berufung zum Professor an deren Law School.

## Politische Laufbahn
Butler begann seine politische Laufbahn 1827 mit der Wahl zum Abgeordneten der New York State Assembly, der er bis 1833 angehörte. Anschließend war er kurze Zeit New Yorker Kommissionär zur Festlegung der Staatsgrenze zu New Jersey.
Am 15. November 1833 berief US-Präsident Andrew Jackson ihn als Justizminister (Attorney General) in sein Kabinett. Dieses Amt übte er auch unter Jacksons Nachfolger Martin Van Buren bis zu seiner Ablösung durch Felix Grundy am 4. Juni 1838 aus. Von Oktober 1836 bis März 1837 war er zusätzlich als Nachfolger von Lewis Cass Kriegsminister ad interim.
Im Anschluss an diese Tätigkeit war er zunächst bis 1841 und dann als Nachfolger von Ogden Hoffman erneut von 1845 bis 1848 United States Attorney for the Southern District of New York.
Butler verstarb während einer Europareise in Paris. Das 1836 gegründete Fort Butler im Cherokee County in North Carolina, das bei der späteren Umsiedlung der Cherokee während des Pfades des Tränen (Trail of Tears) eine wichtige Rolle spielte, wurde nach ihm benannt.

## Veröffentlichungen
- Outlines of the Constitutional History of New York. New York 1847